# Giorgio Giovanni I del Palatinato-Veldenz
Giorgio Giovanni I, in tedesco Georg Johann I.; qualche volta chiamato George Hans (Veldenz, 11 aprile 1543 – Lützelstein, 18 aprile 1592), fu Conte palatino di Veldenz dal 1544 fino alla sua morte.

## Biografia
Giorgio Giovanni nacque nel 1543 come unico figlio maschio di Roberto, conte palatino di Veldenz. Per il patto di famiglia di Marburg del 1443 suo padre ottenne la contea di Veldenz dal ramo del Palatinato-Zweibrücken. L'anno successivo suo padre morì e Giorgio Guglielmo ad appena un anno di età gli successe. Nel 1563 sposò Anna Maria, figlia di re Gustavo I di Svezia, cominciando una connessione di lunga durata tra l'elettorato del Palatinato e la Svezia. Nel 1553 dopo la guerra di successione di Heidelberg, che regolò la successione reciproca di tutti i rami del casato di Wittelsbach, Giorgio Giovanni ottenne la contea di Lützelstein. Egli tentò di sviluppare i suoi territori alsaziani ad essere al centro del suo stato, che lo portò a costruire la città di Phalsbourg (Pfalzburg) nel 1570 e popolandola con rifugiati protestanti provenienti dal ducato di Lorena. Il progetto fu così grande e insostenibile che nel 1583 fu costretto a vendere la città e la metà della contea di Lützelstein alla Lorena.
Giorgio Giovanni morì a Lützelstein nel 1592 e fu sepolto nella chiesa della città.

## Matrimonio
Dal matrimonio con Anna Maria di Svezia ebbe i seguenti figli:
- Giorgio Gustavo (1564–1634), conte palatino di Veldenz

sposò nel 1586 in prime nozze la principessa Elisabetta di Württemberg (1548–1591)
sposò nel 1601 in seconde nozze la contessa palatina Maria Elisabetta di Zweibrücken (1581–1637)
- Anna Margherita (*/† 1565)
- Anna Margherita (1571–1621)

sposò nel 1589 il duca Reichard von Pfalz-Simmern (1521–1598)
- Ursula (1572–1635)

sposò nel 1585 il duca Ludovico III di Württemberg (1554–1593)
- Giovanna Elisabetta (1573–1601)
- Giovanni Augusto (1575–1611), conte palatino di Lützelstein

sposò nel 1599 la principessa Anna Elisabetta del Palatinato-Simmern (1549–1609)
- Luigi Filippo (1577–1601), conte palatino di Guttenberg
- Maria Anna (*/† 1579)
- Caterina Ursula (1582–1595)
- Giorgio Giovanni II (1586–1654), conte palatino di Guttenberg e Lützelstein

sposò nel 1613 la contessa palatina Susanna di Sulzbach (1591–1667)

## Ascendenza
|                                              |                                  |                                          | Genitori                                 |  |  | Nonni |  |  | Bisnonni                                  |  |  | Trisnonni                           |  |
|                                              |                                  |                                          |                                          |  |  |       |  |  | Ludwig I, duca del Palatinato-Zweibrücken |  |  | Stefan, duca del Palatinato-Simmern |  |
|                                              |                                  |                                          |                                          |  |  |       |  |  | Ludwig I, duca del Palatinato-Zweibrücken |  |  | Stefan, duca del Palatinato-Simmern |  |
|                                              |                                  | Anna von Veldenz                         |                                          |  |  |       |  |  | Ludwig I, duca del Palatinato-Zweibrücken |  |  |                                     |  |
| Alexander, duca del Palatinato-Zweibrücken   |                                  |                                          |                                          |  |  |       |  |  | Ludwig I, duca del Palatinato-Zweibrücken |  |  |                                     |  |
|                                              |                                  | Jeanne de Croÿ                           | Antoine I, signore di Croÿ               |  |  |       |  |  |                                           |  |  |                                     |  |
|                                              |                                  | Jeanne de Croÿ                           | Antoine I, signore di Croÿ               |  |  |       |  |  |                                           |  |  |                                     |  |
|                                              |                                  | Jeanne de Croÿ                           | Marguerite de Vaudémont                  |  |  |       |  |  |                                           |  |  |                                     |  |
| Ruprecht, conte del Palatinato-Veldenz       |                                  | Jeanne de Croÿ                           |                                          |  |  |       |  |  |                                           |  |  |                                     |  |
|                                              |                                  | Kraft VI, conte di Hohenlohe-Weikersheim | Kraft V, conte di Hohenlohe-Weikersheim  |  |  |       |  |  |                                           |  |  |                                     |  |
|                                              |                                  | Kraft VI, conte di Hohenlohe-Weikersheim | Kraft V, conte di Hohenlohe-Weikersheim  |  |  |       |  |  |                                           |  |  |                                     |  |
|                                              |                                  | Kraft VI, conte di Hohenlohe-Weikersheim | Margareta von Oettingen                  |  |  |       |  |  |                                           |  |  |                                     |  |
| Margarete von Hohenlohe-Weikersheim          |                                  | Kraft VI, conte di Hohenlohe-Weikersheim |                                          |  |  |       |  |  |                                           |  |  |                                     |  |
|                                              |                                  | Helene von Württemberg-Stuttgart         | Ulrich V, conte di Württemberg-Stoccarda |  |  |       |  |  |                                           |  |  |                                     |  |
|                                              |                                  | Helene von Württemberg-Stuttgart         | Ulrich V, conte di Württemberg-Stoccarda |  |  |       |  |  |                                           |  |  |                                     |  |
|                                              |                                  | Helene von Württemberg-Stuttgart         | Margherita di Savoia                     |  |  |       |  |  |                                           |  |  |                                     |  |
| Georg Johann I, conte del Palatinato-Veldenz |                                  | Helene von Württemberg-Stuttgart         |                                          |  |  |       |  |  |                                           |  |  |                                     |  |
|                                              | Johann VI, conte di Salm-Kyrburg | Johann V, conte di Salm-Kyrburg          |                                          |  |  |       |  |  |                                           |  |  |                                     |  |
|                                              | Johann VI, conte di Salm-Kyrburg | Johann V, conte di Salm-Kyrburg          |                                          |  |  |       |  |  |                                           |  |  |                                     |  |
|                                              | Johann VI, conte di Salm-Kyrburg | Johanetta von Salm                       |                                          |  |  |       |  |  |                                           |  |  |                                     |  |
| Johann VII, conte di Salm-Kyrburg            | Johann VI, conte di Salm-Kyrburg |                                          |                                          |  |  |       |  |  |                                           |  |  |                                     |  |
|                                              |                                  | Johanna von Mörs-Saarwerden              | Nikolaus, conte di Mörs-Saarwerden       |  |  |       |  |  |                                           |  |  |                                     |  |
|                                              |                                  | Johanna von Mörs-Saarwerden              | Nikolaus, conte di Mörs-Saarwerden       |  |  |       |  |  |                                           |  |  |                                     |  |
|                                              |                                  | Johanna von Mörs-Saarwerden              | Barbara von Vinstingen                   |  |  |       |  |  |                                           |  |  |                                     |  |
| Ursula zu Salm-Kyrburg                       |                                  | Johanna von Mörs-Saarwerden              |                                          |  |  |       |  |  |                                           |  |  |                                     |  |
|                                              |                                  | Philip, conte di Isenburg-Büdingen       | Ludwig II, conte di Isenburg-Büdingen    |  |  |       |  |  |                                           |  |  |                                     |  |
|                                              |                                  | Philip, conte di Isenburg-Büdingen       | Ludwig II, conte di Isenburg-Büdingen    |  |  |       |  |  |                                           |  |  |                                     |  |
|                                              |                                  | Philip, conte di Isenburg-Büdingen       | Maria von Nassau-Wiesbaden-Idstein       |  |  |       |  |  |                                           |  |  |                                     |  |
| Anna zu Isenburg-Büdingen                    |                                  | Philip, conte di Isenburg-Büdingen       |                                          |  |  |       |  |  |                                           |  |  |                                     |  |
|                                              |                                  | Amalie von Rieneck                       | Philipp II, conte di Rieneck             |  |  |       |  |  |                                           |  |  |                                     |  |
|                                              |                                  | Amalie von Rieneck                       | Philipp II, conte di Rieneck             |  |  |       |  |  |                                           |  |  |                                     |  |
|                                              |                                  | Amalie von Rieneck                       | Anna von Wertheim                        |  |  |       |  |  |                                           |  |  |                                     |  |
|                                              |                                  | Amalie von Rieneck                       |                                          |  |  |       |  |  |                                           |  |  |                                     |  |